# سایپرت (آرکانزاس)
سایپرت (به انگلیسی: Cypert) یک منطقهٔ مسکونی در ایالات متحده آمریکا است که در آرکانزاس واقع شده‌است. سایپرت ۵۷٫۰ متر بالاتر از سطح دریا قرار دارد.